# عكلة الجهمان
عكلة الجهمان قرية سوريّة تتبع إداريّاً لمحافظة حلب منطقة جبل سمعان ناحية تل الضمان، بلغ تعداد سكانها 100 نسمة حسب التعداد السكاني لعام 2004.